# Inō Tadataka

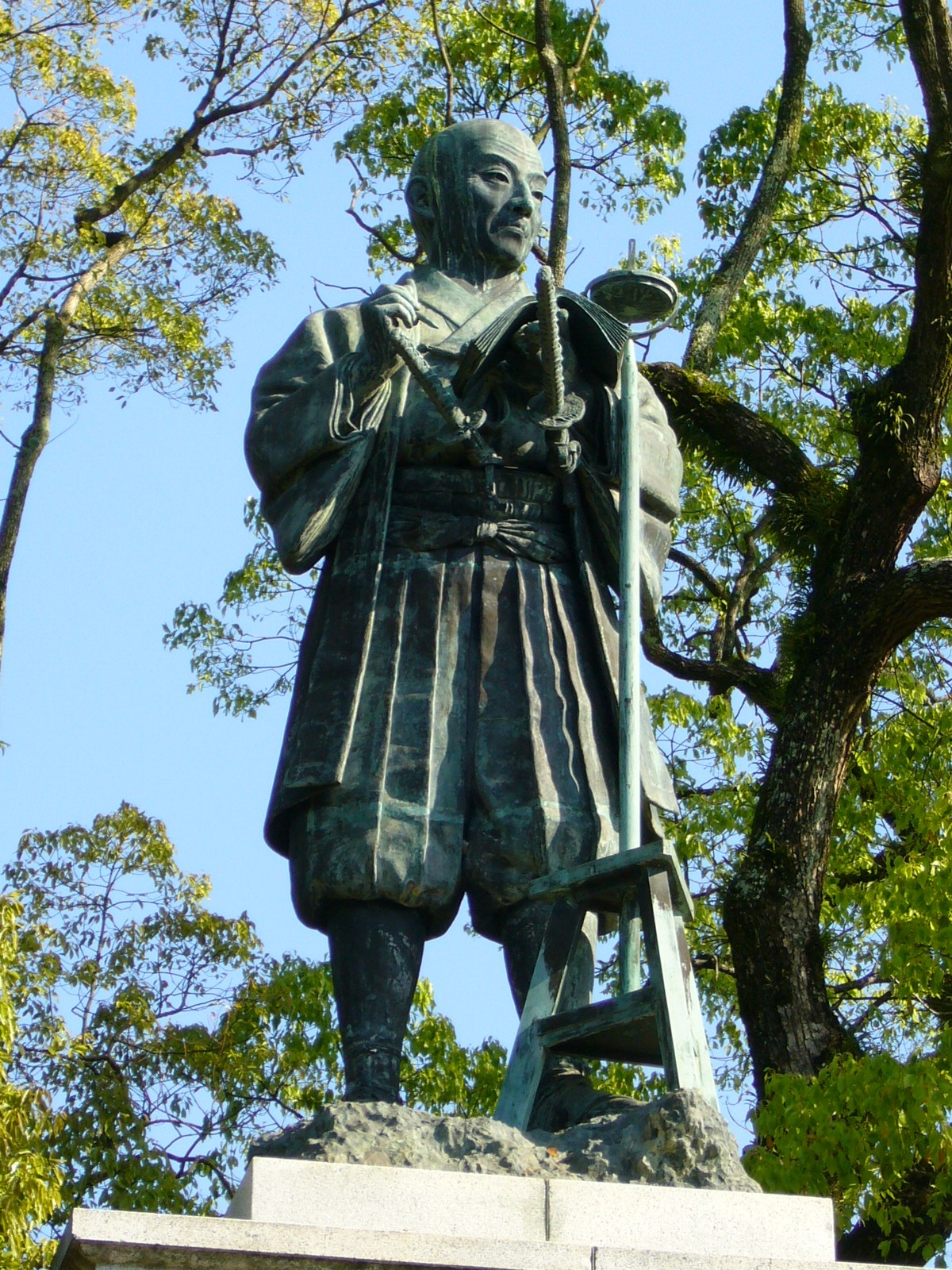
Tượng Inō Tadataka tại Katori-City

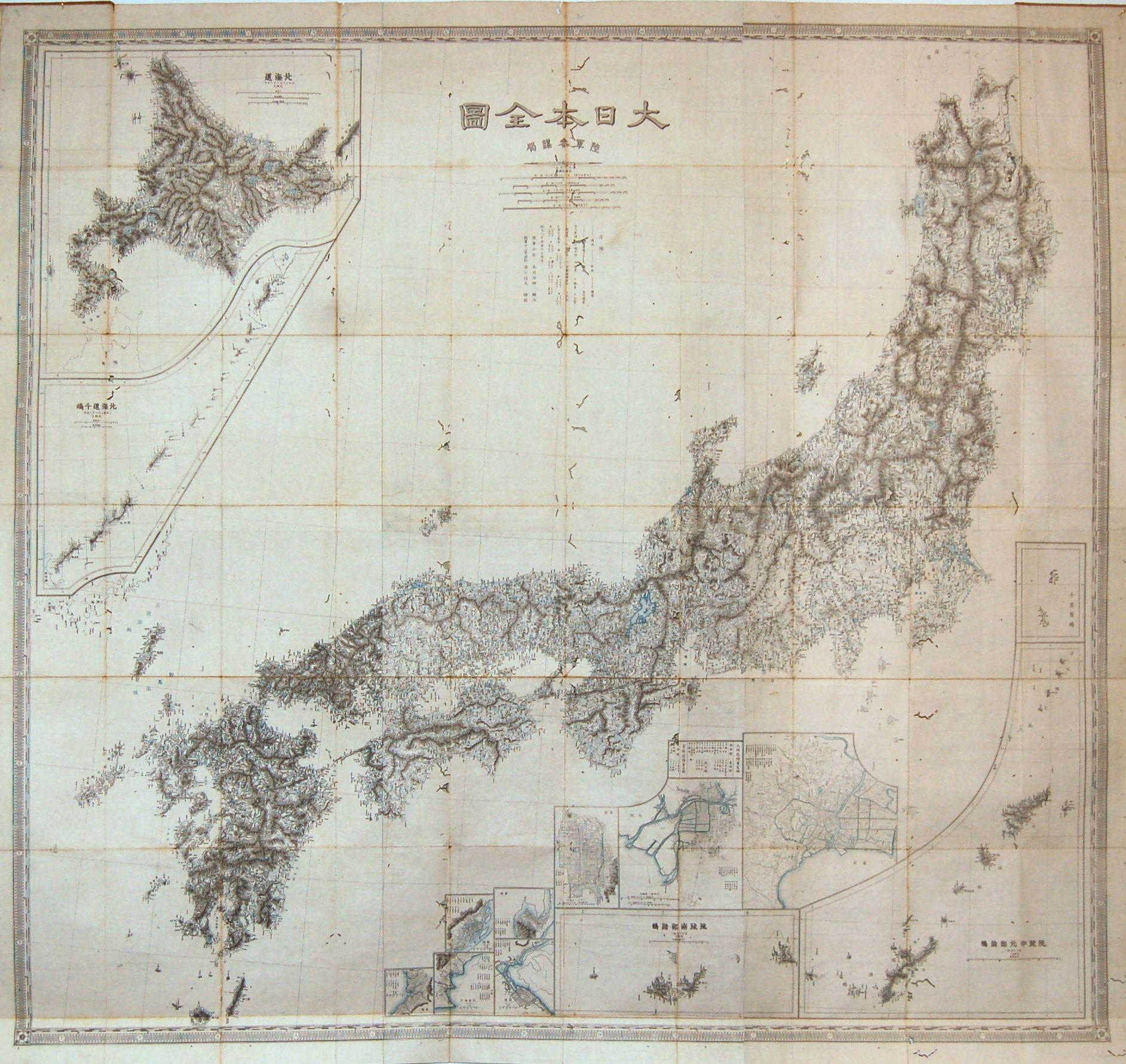
Bản đồ gấp của nước Nhật (1878), được dựa trên việc khảo sát và thực hiện của Inō Tadataka

Inō Tadataka (伊能 忠敬; sinh ngày 11 tháng 2 năm 1745 - mất ngày 17 tháng 5 năm 1818) là một vĩ nhân trong lịch sử Nhật Bản. Ông là người Nhật đầu tiên vẽ được bản đồ Nhật Bản chính xác. 

## Tiểu sử
Ino Tadataka sinh tại Kujūkuri, một ngôi làng ven biển thuộc tỉnh Kazusa (nay là tỉnh Chiba). Vào năm 50 tuổi, ông chuyển đến thủ đô Edo. Nơi đây, ông được nhà thiên văn Takahashi Yoshitoki nhận làm học trò, đồng thời dạy cho ông môn địa lý, thiên văn học và toán học của phương Tây.

## Nhiệm vụ
Năm 1800, sau gần 5 năm nghiên cứu, các Mạc phủ cho phép Ino thực hiện một cuộc khảo sát của các nước sử dụng tiền riêng của mình. Nhiệm vụ này, trong đó tiêu thụ trong mười bảy năm còn lại của cuộc đời mình, bao phủ toàn bộ đường bờ biển và một số nội thất của mỗi ngôi nhà Nhật. Trong thời gian này Ino dành 3.736 ngày làm các phép đo (và đi 34.913 km), dừng lại thường xuyên để trình bày các Shogun với bản đồ phản ánh sự tiến bộ khảo sát của mình. Ông đã sản xuất một số chi tiết bản đồ (một số ở tỷ lệ 1: 36.000, những người khác ở 1: 216.000) của chọn phần của Nhật Bản, chủ yếu ở Kyūshū và Hokkaidō.
Magnum opus Ino: 216.000 bản đồ của toàn bộ bờ biển của Nhật Bản, vẫn chưa hoàn thành trước cái chết của ông vào năm 1818, nhưng đã được hoàn thành bởi nhóm khảo sát của ông năm 1821. Một bản đồ thu thập tất cả các công việc điều tra của mình, mang tên Nihon Enkai Yochi zenzu (ja:大日本沿海輿地全図 Bản đồ khu vực ven biển của Nhật Bản), được xuất bản năm đó.
Nó có ba trang của bản đồ tỷ lệ lớn 1: 432.000, cho thấy toàn bộ đất nước vào tám trang 1: 216.000 và 214 trang của khu vực ven biển chọn chi tiết tốt ở 1: 36.000. Các Ino-zu (bản đồ của Ino), nhiều trong số đó là chính xác đến 1/1000 độ, vẫn là bản đồ xác định của Nhật Bản trong gần một thế kỷ, và bản đồ dựa trên tác phẩm của ông đã được sử dụng vào cuối năm 1924.

## Sự xem xét của chuyên gia
Các chuyên gia Mỹ, Nhật đã đánh giá rằng bản đồ Nhật của Ino Tadataka là bản đồ chính xác nhất. Sau đó, người Nhật đã sử dụng bản đồ này trong vòng 1 thế kỉ.